# إبراهيم أفندي الحيدري
إبراهيم أفندي الحيدري ولد في أربيل عام 1282 هـ (الموافق لسنة 1865م أو 1866م) وتوفي عام 1931، وكان يحسن اللغات الكردية والعربية والفارسية والتركية، وتولى وزارة الاوقاف في الوزارة الهاشمية الأولى بالعراق.
له بعض المؤلفات في الفلسفة، وتاريخ الاديان، وله «النبذة البهية في الدروس التاريخية»، طبعت بمصر سنة 1309 هـ.

## الفترة العثمانية
بعد إكماله دراسته الابتدائية، تدرج في الوظائف إلى أن أصبح قاضي اللواء ثم قاضي الولاية، وشغل مناصب في وزارة العدلية.
وفي عام 1316 هجرية، رئيس «لجنة دار الخير العالي» في إسطنبول، ثم منصب المير العام فيه، كما بقي في عضوا في مجلس المعارف الكبير لمدة 8 سنوات. بعدها عين قاضيا في ولاية ديار بكر، ثم عاد إلى إسطنبول وعين رئيسا للشؤون الشرعية في الدفتر الخاقاني.
وفي سنة 1333 هجري، اسندت إليه بعض الوظائف التدريسية. وفي سنة 1334 هجرية، منح لقب شيخ الإسلام. وبقي في مناصبه إلى حين انفصال ولاية الموصل عن تركيا.

## المملكة العراقية
عاد إلى بغداد في 1923 وأصبح عضوا في المجلس التأسيس، كما تقلد منصب وزير الأوقاف في وزارة ياسين الهاشمي الأولى، وعين عضواً في مجلس الأعيان. وبقي فيه حتى وفاته في كانون الثاني 1931.